# Lněnka pyrenejská
Lněnka pyrenejská (Thesium pyrenaicum) je jeden z evropských druhů drobných bylin z poloparazitického, druhově bohatého rodu lněnka.

## Rozšíření
Tento druh je rozšířen v jihozápadní a střední Evropě. Na západě probíhá hranice jeho výskytu Španělskem a severem Portugalska, Francií a Belgii. Dále vyrůstá v alpských zemích a na východě jeho výskyt zasahuje do Polska, Česka, Slovenska a Chorvatska
Je považován za horskou rostlinu inklinující k chladnějším oblastem, v České republice roste roztroušeně v mezofytiku až oreofytiku pahorkatin severozápadních, západních a jihozápadních Čech, na Šumavě a velice sporadicky i ve středních Čechách. Jeho předchozí nálezy na severu Moravy se již nepotvrzují. Je rostlinou závislou na dostatečném slunečním svitu. Roste na travnatých svazích, pastvinách i krátkostébelných loukách a na sušších místech okolo rašelinišť a vřesovišť. Bývá součásti společenstev svazů Caricion fuscae, Cynosurion a Violion caninae.

## Popis
Vytrvalá poloparazitická rostlina s mnohohlavým, tlustým, asi 5 cm dlouhým a rozvětveným oddenkem z kterého vyrůstá 10 až 20 lodyh. Ty jsou přímé, vystoupavé nebo zřídka poléhavé, dorůstají do výše 10 až 40 cm, jsou lysé, podélně rýhované. Na lodyhách rostou přisedlé, žlutozelené listy čárkovitého tvaru o délce 2 až 3 cm a šířce 0,5 až 2 mm. Jejich lysé jednožilné čepele jsou celokrajné a na vrcholu zašpičatělé.
Květenství, všestranně větvená lata, je tvořeno v horní třetině lodyhy květonosnými větvičkami 0,5 až 1 cm dlouhými, téměř vodorovně odstálými. Jsou lysé nebo jen zřídka chlupaté a nesou převážně po jednom oboupohlavném květu, jen spodní mohou ojediněle mít po dvou nebo třech. Čárkovité listeny o délkách 0,5 až 1 cm jsou jednožilné, dlouze zašpičatělé, po obvodě jemně pilovité, lysé nebo krátce chlupaté a jsou zbarveny tmavě zeleně. Listence dlouhé 3 až 5 mm jsou také čárkovité. Květy vyrůstají na krátkých stopkách nebo jsou přisedlé, mají čtyř nebo častěji pětičetné trubkovitě zvonkovité vytrvalé okvětí, uvnitř bílé a zvenčí zelené, které je asi z jedné čtvrtiny rozděleno do trojúhelníkových cípů.
Plod s hnědavou nebo červenavou stopkou 1 až 1,5 mm dlouhou je tvaru elipsoidního až vejčitého a bývá dlouhý 2 až 2,5 mm. Plod je zelený nebo hnědozelený a podélně žilkovaný, je na něm trvalé trubkovité okvětí stejně dlouhé jako plod a má cípy dovnitř svinuté. Ploidie je 2n = 16.

## Ohrožení
Za posledních 20 až 30 let se výskyt lněnky pyrenejské na tradičních lokalitách podstatně snížil, z mnohých pravděpodobně zcela zmizela. Výrazně ustoupila ze západních Čech a snad zcela ze severní Moravy. Je zařazena „Seznamem cévnatých rostlin květeny České republiky“ z roku 2012 mezi silně ohrožené druhy (C2 t). Na Slovensku, kde tento druh ještě nedávno vyrůstal na několika lokalitách v Tatrách, je ((slovensky) ľanolistník pyrenejský) dokonce již nezvěstný. Podobně nezvěstný je i ((polsky) leniec łąkowy) v Polsku.